# Pappersmodell

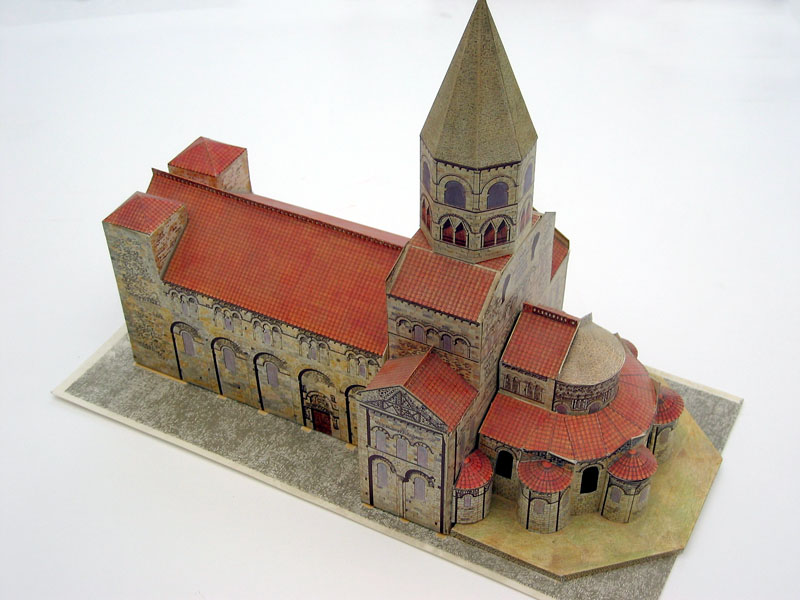
Basilique Notre-Dame-du-Port, Tomis

Pappersmodell, även kallade kartongmodell är en modell konstruerad huvudsakligen av pappersark eller kartongark som hobby.
Till pappersmodeller kan räknas både origami, och modellbygge av papper. I origamin tillverkas modellen av ett papper som viks, utan att använda lim. I fallet pappersmodeller tillverkas skalriktiga modeller av pappers- eller kartongark, vilka ofta är förtryckta med de färdiga delarna. Dessa skärs eller klipps ut, viks och trycks ihop med hjälp av flikar eller med hjälp av lim. Att bygga pappersmodeller tycks generellt vara mer populärt i Europa och Japan än i USA. 

## Historia
Tryckta modeller på kartong blev vanliga i tidskrifter i början av 1900-talet. Populariteten var som störst under andra världskriget, när papper var ett av de få material vars användning och produktion inte var kraftigt reglerade. Mikromodeller, ritade och publicerade i England från 1941 var mycket populära med 100 olika modeller av arkitektur, fartyg, flygplan. Men när byggsatser i form av plastmodeller blev mer allmänt tillgängliga, minskade intresset för papper. Tillgången till många modeller på Internet för en liten eller ingen kostnad, som kan laddas ner och skrivas ut på en billig bläckstråleskrivare har gjort att populariteten på nytt har ökat världen över. Modeller som kan printas ut hemma ger också möjlighet att skala upp eller ner till modellerna, och man kan då till exempel få två modeller från olika författare, gjorda i olika skalor, att matcha varandra i storlek. Vid upp- och nedskalning kan man dock ibland behöva ta hänsyn till pappersformat och pappersvikt (tjocklek/styvhet). 
Modellark (dvs "byggsatser") kan också köpas billigt från specialiserade utgivare (främst belägna i Östeuropa), av vilka en del går tillbaka till 1950.

## Modeller via Internet och skrivare
Erfarna hobbyister ritar ofta sina modeller från början, för hand, eller, mer och mer, med program som Adobe Illustrator och liknande. CAD- och CG-program som Rhino 3D, 3dS Max, och specialiserade program som PePaKuRa Designer från Tama software och Waybe Designer finns också för att omvandla 3D-datormodeller till tvådimensionella utskrivbara modeller som sedan kan skäras ut och monteras. Tack vare detta finns det ingen praktisk gräns för hur olika modeller som finns tillgängliga. Fartyg, bilar, flygplan, rymdfarkoster (både verkliga och fiktiva), byggnader och djur är vanliga. Under de senaste åren har japanska ämnen som anime börjat göra sitt framträdande inom detta pappershantverk. 
Eftersom ritningar lätt kan printas ut och sättas ihop, har Internet blivit ett populärt sätt att sprida modellerna. Kommersiella företag har nyligen börjat använda nedladdningsbara pappersark för sin marknadsföring (till exempel Yamaha och Canon) 
Ibland är detaljerna nästan helt utskurna i modellerna och kan "tryckas ut" med handen, men oftast måste de tryckta delarna skäras ut med en hobbykniv (eller en sax). Kanter som skall vikas får dras i med hjälp av ett falsben (eller en slö bordskniv) för att underlätta falsningen (vikningen). Delarna limmas oftast ihop med hobbylim eller vitt slöjdlim (PVA). Ett typiskt drag för dessa modeller är att de vanligtvis är förtryckta, och det finns ingen anledning att måla en modell efter. Även om vissa kan vilja förstärka utseendet genom att måla och sätta dit detaljer. På grund av egenskaperna hos materialet papper, kan modellen behöva förseglas med lack för att bli mer beständig.